# Living for Love
«Living for Love» — песня американской певицы и автора песен Мадонны, выпущенная с пятью другими песнями 20 декабря 2014 года в качестве первого сингла с её тринадцатого студийного альбома Rebel Heart. Она написана и спродюсирована Мадонной и Дипло. Изначально Мадонна планировала её выпустить на День святого Валентина, но из-за утечек зимой 2014 года её выпустили раньше. Песня записана на лейбле Interscope Records.

## Видеоклип
Ещё в декабре 2014 года Гай Озири (менеджер Мадонны) объявил, что выпуск клипа назначен на февраль 2015 года. Съёмки видеоклипа проводились в Нью-Йорке, корсеты и костюмы для видео были созданы модным лейблом V-Couture. Премьера состоялась 5 февраля в мобильном приложении Snapchat, сам видеоклип сделан в испанском стиле, где Мадонна выступает в образе матадора. В конце клипа использована цитата из Ницше: 
 Ибо человек - самое жестокое из всех животных. Во время трагедий, боя быков и распятий он до сих пор лучше всего чувствовал себя на земле; и когда он нашёл себе ад, то ад сделался его небом на земле.

## Чарты
| Чарт (2015)                                      | Лучшая позиция |
| ------------------------------------------------ | -------------- |
| Бельгия/Фландрия (Ultratip Bubbling Under)       | 4              |
| Бельгия/Фландрия (Ultratop Dance)                | 21             |
| Бельгия/Валлония (Ultratop 50)                   | 43             |
| Бельгия/Валлония (Ultratop Dance)                | 18             |
| Канада (Billboard Canadian Hot 100)              | 92             |
| Чехия (Rádio — Top 100)                          | 46             |
| Финляндия (Latauslista Download)                 | 7              |
| Франция (SNEP)                                   | 50             |
| Германия (GfK)                                   | 40             |
| Венгрия (Single Top 40)                          | 12             |
| Ирландия (IRMA)                                  | 79             |
| Israel (Media Forest)                            | 4              |
| Italy (FIMI)                                     | 30             |
| Япония (Billboard Japan Hot 100)                 | 11             |
| Lebanon (The Official Lebanese Top 20)           | 20             |
| Russia Airplay (Tophit)                          | 116            |
| Шотландия (OCC Scotland)                         | 15             |
| Испания (PROMUSICAE)                             | 21             |
| Испания (PROMUSICAE) · "Living for Love" remixes | 93             |
| Sweden (DigiListan)                              | 8              |
| Швейцария (Schweizer Hitparade)                  | 49             |
| Великобритания (OCC UK Singles)                  | 26             |
| США (Billboard Bubbling Under Hot 100)           | 8              |
| США (Billboard Dance Club Songs)                 | 1              |
| США (Billboard Hot Dance/Electronic Songs)       | 9              |
| US Hot Singles Sales (Billboard)                 | 3              |
| США (Billboard Pop Airplay)                      | 36             |

| Чарт (2015)                               | Позиция |
| ----------------------------------------- | ------- |
| US Dance Club Songs (Billboard)           | 4       |
| US Hot Dance/Electronic Songs (Billboard) | 43      |

## Сертификации
| Регион                                                                      | Сертификация | Продажи |
| --------------------------------------------------------------------------- | ------------ | ------- |
| Италия (FIMI)                                                               | Золотой      | 25 000  |
| Данные о продажах + прослушиваниях приведены только на основе сертификации. |              |         |

## Даты релиза
| Страна         | Дата             | Форман                            | Лейбл                          | Ref.   |
| -------------- | ---------------- | --------------------------------- | ------------------------------ | ------ |
| Мир            | 20 декабря 2014  | Цифровая загрузка                 | Universal                      | [ 32 ] |
| Италия         | 22 декабря 2014  | Contemporary hit radio            | Universal                      | [ 33 ] |
| United States  | February 9, 2015 | Digital download (Remixes)        | Boy Toy Live Nation Interscope | [ 34 ] |
| United States  | 10 февраля 2015  | Contemporary hit radio            | Boy Toy Live Nation Interscope | [ 35 ] |
| Великобритания | 25 февраля 2015  | Цифровая загрузка                 | Polydor                        | [ 36 ] |
| Великобритания | 25 февраля 2015  | Цифровая загрузка (The Remixes 1) | Polydor                        | [ 37 ] |
| Великобритания | 25 февраля 2015  | Цифровая загрузка (The Remixes 2) | Polydor                        | [ 38 ] |
| Германия       | 27 февраля 2015  | CD single                         | Universal                      | [ 39 ] |
| Мир            | 9 марта 2015     | CD single                         | Universal                      | [ 40 ] |